# Miriam Defensor-Santiago
Miriam Palma Defensor-Santiago (Iloilo, 15 giugno 1945 – Taguig, 29 settembre 2016) è stata una politica, avvocata e giudice filippina della Corte penale internazionale.
È nota per aver servito in tutti e tre i rami del governo filippino: giudiziario, esecutivo e legislativo. Dopo aver svolto la professione di giudice ed insegnante durante la presidenza di Ferdinand Marcos, iniziò la propria carriera politica alla fine degli anni ottanta. Nel 1988 fu nominata commissario dell'immigrazione e della deportazione da Corazon Aquino, ai tempi noto come uno degli enti governativi più corrotti del Sud-est asiatico, e l'anno seguente come Segretario della riforma agraria. Nel 1990 rassegnò le proprie dimissioni in seguito al rifiuto del governo della Aquino di distribuire un ampio terreno di coltivazione della famiglia Cojuanco, noto come Hacienda Luisita, ai contadini del Luzon Centrale. Due anni dopo, fondò un proprio partito, il People's Reform Party, e si candidò senza successo alle discusse elezioni presidenziali del 1992 dove si classificò seconda alle spalle di Fidel V. Ramos. Nel 1995 fu eletta nel Senatrice, ricoprendo tale carica sino al 2001, mentre nel 1998 si candidò alle elezioni presidenziali di quell'anno, dove arrivò settima. Fu nuovamente rieletta Senatrice nel 2004 e nel 2010. Nel 2011 è divenuta la prima filippina, nonché la prima asiatica di un paese in via di sviluppo ad essere eletta come giudice della Corte penale internazionale. Ricoprì tale posizione sino al 2014, quando si dimise citando sintomi di sindrome da fatica cronica, i quali invece si rivelarono essere segni di un cancro ai polmoni. Dopo essersi sottoposta a delle cure, nel 2015 annunciò la sua candidatura alle elezioni presidenziali del 2016, dove si classificò ultima. Nel medesimo anno divenne membro dell'International Advisory Council, organo dell'International Development Law Organization (IDLO) che promuove lo stato di diritto.
Il suo nome viene accostato per la sua attività di lotta contro la corruzione nel paese. Nel 1988 ricevette il prestigioso Ramon Magsaysay Award per il suo servizio prestato al governo, con una citazione "per la sua leadership coraggiosa e morale nella pulizia di un ente governativo corrotto". Nel 1997 fu invece nominata una delle "100 donne più potenti al mondo" dalla rivista The Australian. È conosciuta anche come la Lady di ferro d'Asia, in inglese The Iron Lady of Asia, soprannome affibbiatole in onore del suo modello di riferimento Margaret Thatcher. Attiva anche nel mondo dell'editoria, è nota anche per aver scritto numerosi libri sulla politica e sulle scienze sociali.

## Biografia

### Le origini e l'infanzia
Nacque il 15 giugno 1945 nella città di Iloilo, la più grande dei sette figli di un giudice e di una dirigente scolastica. Miriam si rivelò ben presto una bambina prodigio e durante la scuola media vinse gli spelling bee per quattro anni consecutivi. Terminò i propri studi, dalle elementari alla scuola di legge del campus Diliman, sempre come valedictorian. Durante l'adolescenza eccelse anche in sport come il nuoto.

### Secondo periodo da Senatrice (2004–2016)
Nel 2004 si candidò nuovamente per un posto al Senato, rappresentando il suo People's Reform Party ed entrando a far parte della Koalisyon ng Katapatan at Karanasan sa Kinabukasan, una coalizione che sosteneva la riconferma a Presidente di Gloria Macapagal-Arroyo. Fu eletta classificandosi al settimo posto con oltre 12 milioni di voti.
Il 22 luglio 2015 annunciò l'intenzione di candidarsi nuovamente alla presidenza delle Filippine, per il 2016, dichiarando che il suo cancro ai polmoni era stato tenuto sotto controllo e che si riteneva soddisfatta riguardo agli ultimi sondaggi presidenziali che la vedevano tra i favoriti.
Il 13 ottobre annunciò formalmente la propria candidatura alle presidenziali del 2016, nel corso di un evento per il lancio del suo libro Stupid is Forevermore. Nel suo discorso, la senatrice dichiarò: «Mi candiderò sicuramente, ho già sconfitto il mio cancro e non c'è nient'altro da fare. Posso domandare per un lavoro all'estero come quello che ho perso per via del mio cancro ma poiché ho servito il governo sin dall'inizio, penso che la mia carriera terminerà lì» La Santiago scelse come vicepresidente il Senatore Bongbong Marcos.
Nel maggio 2016 dichiarò che la sua terza campagna presidenziale sarebbe stata l'ultima, e che si sarebbe ritirata a vita privata in caso di sconfitta. Il "ticket" elettorale Santiago-Marcos perse le elezioni presidenziali del 2016: la senatrice fu sconfitta dal populista Rodrigo Duterte e si classificò ultima con soli 1.455.532 voti, mentre Marcos perse all'ultimo dopo un controverso testa a testa con Leni Robredo. Le elezioni non furono tuttavia esenti da accuse di massicci brogli elettorali da parte del Partito Liberale. La stessa Santiago si rivelò infatti dubbiosa riguardo alla sorprendente vittoria della Robredo – appena entrata in politica e meno conosciuta a livello nazionale rispetto a Marcos – e mise in questione la legittimità dei voti, definendo l'amministrazione Aquino come un "governo autoritario" con i mezzi a disposizione per falsificare i risultati elettorali.
Il 1º giugno 2016 è stata ricoverata d'urgenza al Makati Medical Center a seguito di complicazioni legate al suo cancro. Rilasciata il 9 giugno seguente, nel mese di settembre è nuovamente ricoverata per l'aggravarsi delle sue condizioni di salute, questa volta al St. Luke's Medical Center di Taguig, dove muore nel sonno il 29 settembre.